# Antidesma venosum
Antidesma venosum là một loài thực vật có hoa trong họ Diệp hạ châu. Loài này được E.Mey. ex Tul. mô tả khoa học đầu tiên năm 1851.

## Hình ảnh

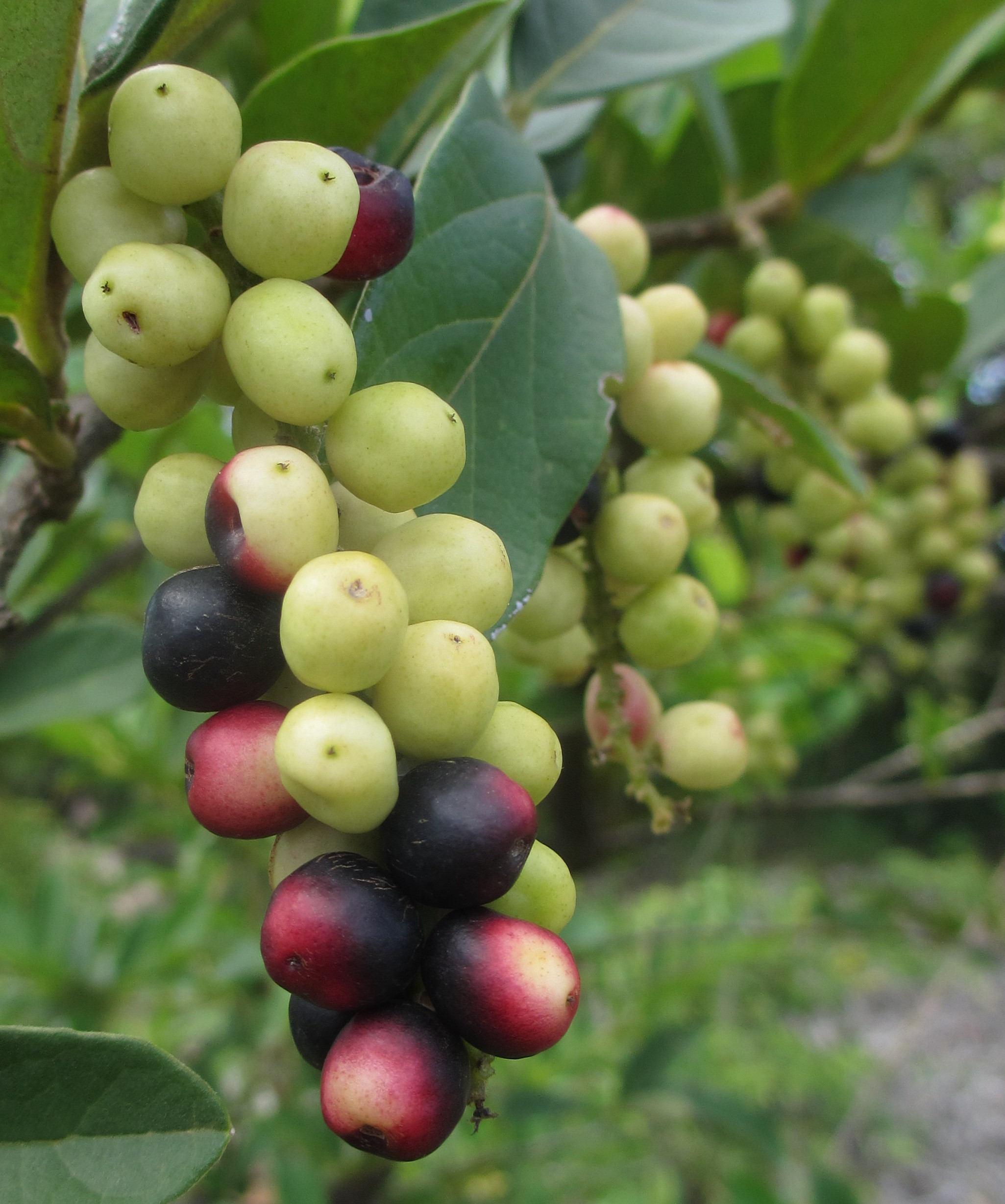
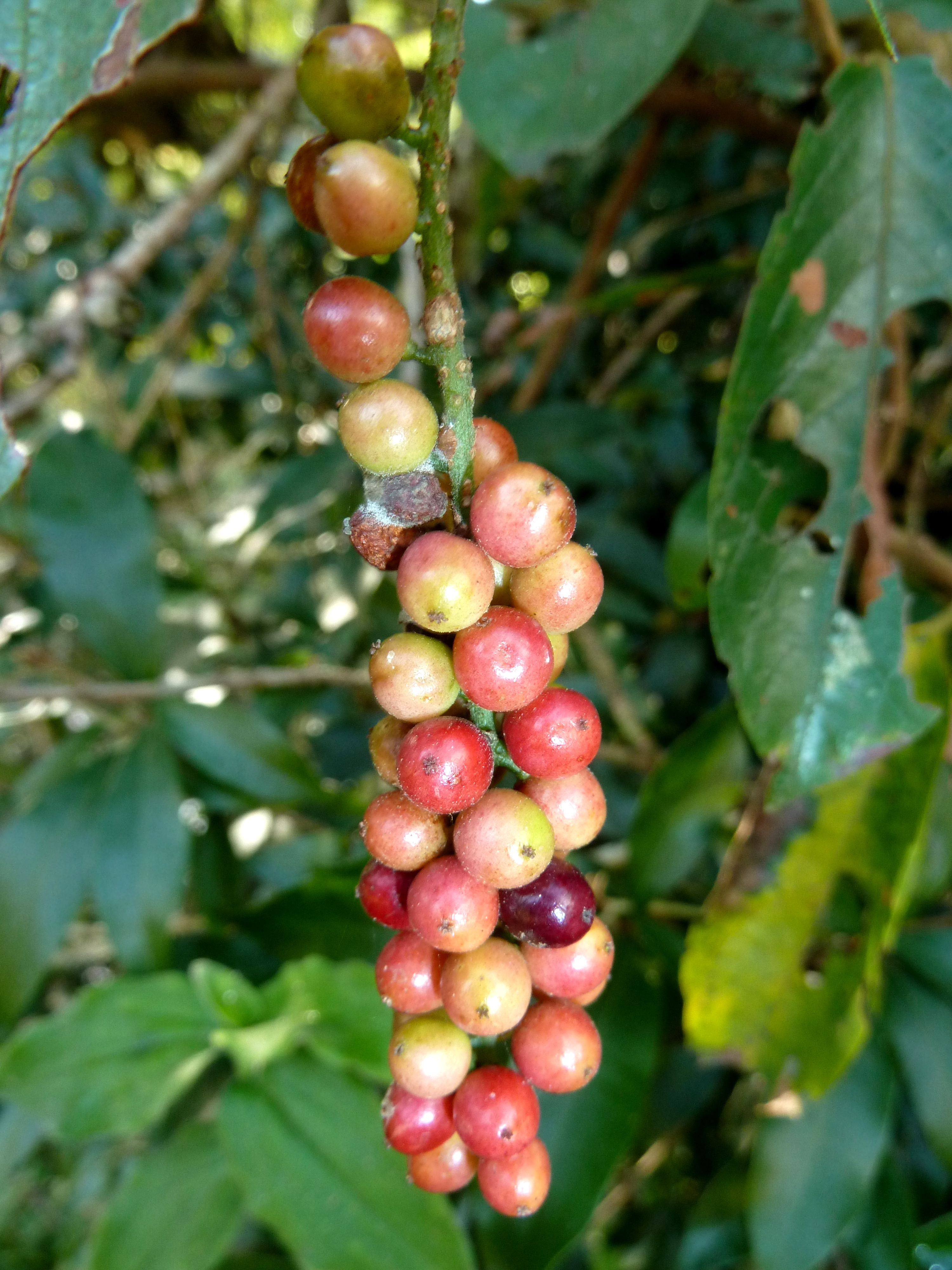
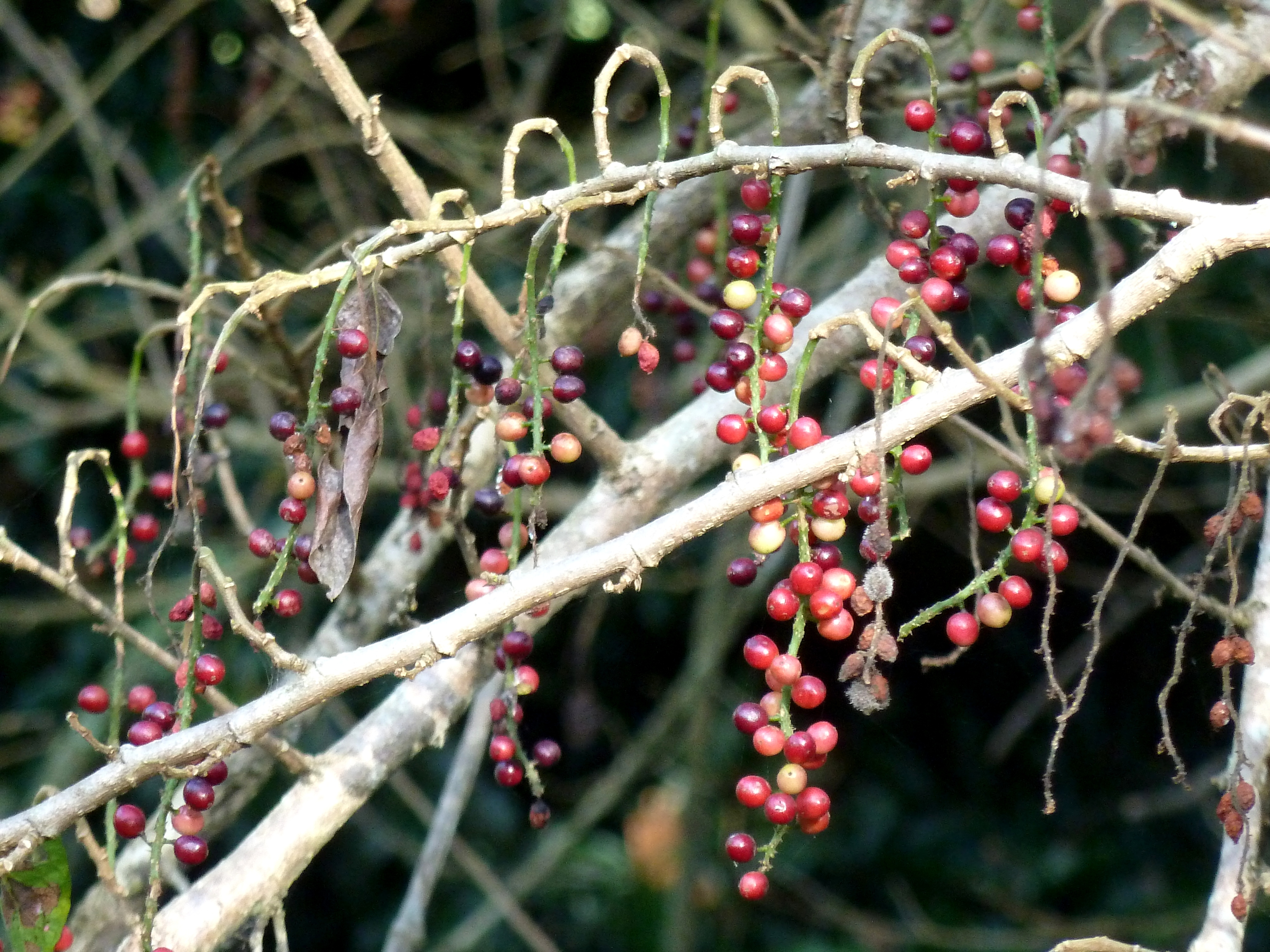